# Zsolt Greczy
Zsolt Grèczy – rzecznik prasowy zespołu Omega. Urodził się 10 października 1964 roku w Budapeszcie. Ukończył studia na Uniwersytecie im. Loránda Eötvösa w Budapeszcie, gdzie studiował filologię węgierską. Robi programy kulturalne dla telewizji węgierskiej i rozgłośni radiowych. Jest także redaktorem w Magyar Hirlap. Jest współautorem kilku książek o muzyce węgierskiej. Zsolt ma dwóch synów: Martona i Balazsa.